# Бомба (Италия)
 Тази статия е за селото в Южна Италия.  За разрушителното устройство вижте Бомба.  
Бо̀мба (на италиански: Bomba, на местен диалект Bomme, Боме) е село и община в Южна Италия, провинция Киети, регион Абруцо. Разположен е на 424 m надморска височина. Населението на общината е 856 души (към 2010 г.).